# Momir Bulatović
Momir Bulatović, szerb cirill betűkkel Момир Булатовић (Belgrád, 1956. szeptember 21. – Podgorica, 2019. június 30.) montenegrói politikus.

## Életútja
1989. április 28. és 1990. február 4. között a Montenegrói Kommunista Párt, 1991 és 1997 között a Szocialista Demokrata Párt elnöke, 1998 és 2001 között Szocialista Néppárt vezetője volt. 1990 és 1998 között Montenegró elnöke volt. 1998 és 2000 között Jugoszlávia miniszterelnökeként tevékenykedett.